# 沃代维尔
沃代维尔（法語：Vaudéville，法語發音：[vodevil] ⓘ）是法国大東部大區孚日省的一个市镇，属于埃皮纳勒区。

## 地理
沃代维尔（48°13'47"N, 6°32'32"E）面积3.22 平方千米，位于法国大東部大區孚日省，该省份为法国东北部内陆省份，北起默兹省和默尔特-摩泽尔省，西接上马恩省，南至上索恩省和贝尔福地区省，东临上莱茵省和下莱茵省。
与沃代维尔接壤的市镇（或旧市镇、城区）包括：艾杜瓦勒、隆尚、塞克尔。

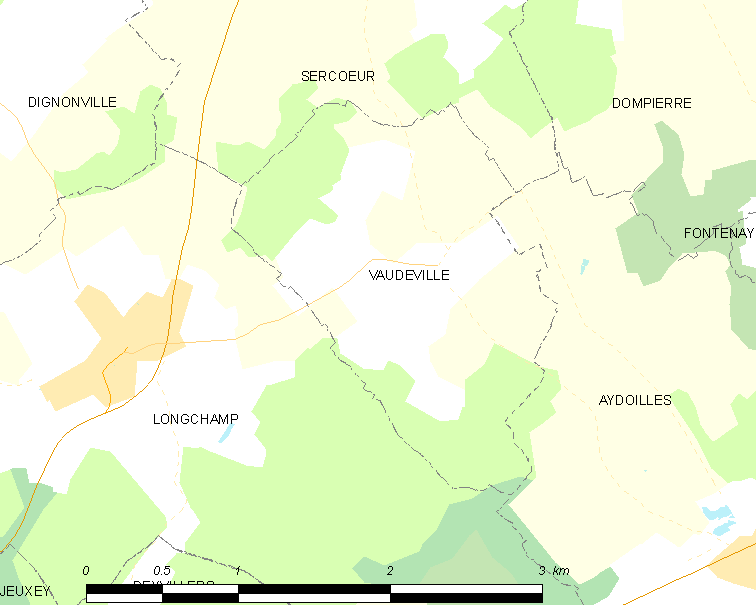
沃代维尔的OSM定位图

沃代维尔的时区为UTC+01:00、UTC+02:00（夏令时）。

## 行政
沃代维尔的邮政编码为88000，INSEE市镇编码为88495。

## 政治
沃代维尔所属的省级选区为埃皮纳勒第二县。

## 人口

1962-2008年间沃代维尔人口变化图示

沃代维尔于2022年1月1日时的人口数量为195人。